# Marguerite Devigne
Pour les articles homonymes, voir Devigne.
Marguerite Devigne, née en 1884 à Dinant, et morte en 1965, est une critique d'art, conservatrice aux Musées royaux des Beaux-Arts de Bruxelles.

## Biographie
Marguerite Devigne est née en 1884 à Dinant. Elle est la fille cadette d'un officier supérieur.
Diplômée d'un doctorat en histoire de l'art et en sciences archéologiques en 1912, elle est attachée de 1915 à 1949 aux Musées royaux des beaux-Arts de Belgique. En 1918 elle aide Hippolyte Fierens-Gevaert « à mettre en sécurité les chefs-d'œuvre français » que les allemands avaient emportés dans le Nord de la France.